# GUNNM: Last Order
Gunnm: Last Order (яп. 銃夢 LastOrder, «досл. Сны оружия: Последний приказ») (銃夢 дзю: [оружие] му [сон], читается как ガンム гамму), также известная как Battle Angel Alita: Last Order, — научно-фантастическая киберпанк манга Юкито Кисиро, непосредственное продолжение Gunnm. Выпуск манги начался в 2001 году в журнале Ultra Jump и продолжился в нём по 2011 год, в том же году манга была перенесена в журнал Evening компании Kodansha и закончила выпускаться в 2014 году. В виде танкобонов манга была выпущена издательствами Shueisha и Kodansha. История Last Order продолжена в завершающей части серии — манге Gunnm: Mars Chronicle.

## Сюжет
Главная героиня серии Gunnm девушка-киборг Галли оказывается убитой в ходе покушения профессора Дести Новы, который доставляет её тело в небесный город Салем. Там учёный использует нанотехнологии для восстановления тела погибшей и воскрешает её. Галли, потеряв память о последних событиях, просыпается и обнаруживает бездыханное тело Новы, а затем — город ввергнутый в хаос. Оказывается, что учёный, вернувшись в Салем, раскрыл тайну, повергшую горожан в ужас — головной мозг всех жителей Салема заменён на биологический чип.
В оперном театре города Галли вновь встречает Нову, который также оказывается воскрешенным благодаря своим наномашинам. Доктора сопровождают телохранители — боевые андроиды серии «AR», созданные GIB по образу Галли, — Зекс (AR-6), Эльф и Цвёльф (AR-11 и 12). Зекс бросает вызов Галли, но терпит поражение. Удовлетворённый увиденным, профессор Нова приглашает Галли отправиться с ним в Йеру, но та отказывается, заявив, что желает найти свою подругу Лю Коллинз. Нова решает дать ей время на раздумия, оставив в её распоряжение робота Декмана № 100 для починки её тела. Нова находит на заводе по переработке останков среди спрессованных трупов тело Лю Коллинз и сообщает Галли, что ничего сделать не в силах, так как биочипа в её голове нет. Однако, обнадеживает её профессор, мозг Лю, извлечённый после семнадцатилетия, всё еще должен быть где-то в Йеру. Галли соглашается отправиться в небесный город вместе с Новой.
Космический лифт доставляет героев в космический город Йеру. Гостей встречает председатель LADDER Ага Мбади, также известного как Триниад, который сразу же демонстрирует мощь технологий космического города — будучи человеком из плоти и крови, он легко расправляется с незнакомцами, взломав тела андроидов и Галли и заточив их во мгновенно кристаллизующийся полимер. Мбади сообщает, что профессор Нова является одним из четырёх величайших гениев, искусственно выведенных в Салеме проектом GENE. Чипы трёх других гениев находятся в черепе Триниада, что он укрывает от незваных гостей, желая заполучить чип Новы.
Выброшенных Триниадом в открытый космос Галли и её спутников подбирает Пинг Ву — хакер по прозвищу Ласка и давний противник Тринидада. Сотню лет назад хакер выкрал технологии вечной жизни и распространил их по сети и теперь живёт в уединении в колонии роботов. Узнав о намерениях спасённых, Пинг предлагает Галли помощь в поисках мозга Лю. Взамен он требует отдать ему коробку с буквой «P» на боку, которую носил с собой Нова и биочипы, которые он нашёл внутри Декмана № 100. Галли соглашается и предлагает отдать один чип сейчас, а второй — после выполнения работы.

### ПерсонажиLast Order
- Зекс («шесть» с нем. Sechs) — шестой робот серии «AR/GR», созданных по образу Галли[2]. В начале истории видит смысл собственного существования в сражении, ставя перед собой цель уничтожить остальные копии.
- Ага Мбади (яп. アガ・ムバディ Ага Мубади), также известный как Триниад  (яп. トリニダード торинида:до), антагонист истории. Один из наиболее значимых политических деятелей Йеру.
- Задзи (яп. ザジ задзи) — телохранитель марсианской королевы Лимейры. Помогает Галли на протяжении событий манги.
- Каэрула Сангуис (яп. カエルラ・サングウィス Каэрура Сангу:ису, от Caerula Sanguis (ла) — «голубая кровь») — руководитель межзвёздной медсестринской организации Guntroll, задача которой — защита детей от политики LADDER.
- Тодзи (яп. 刀耳 тодзи) — мастер особого космического карате, участник ZOTT.

## История создания
Сюжет манги продолжает историю оригинальной серии, исключая последние главы девятого тома Gunnm, согласно которым космический город Йеру превращается наномашинами профессора Новы в гигантский цветок, а Галли становится человеком из плоти и крови. Автор манги, Юкито Кисиро, изначально планировал серию как более объёмную, однако был вынужден отказаться от своих планов по личным причинам.
По правде говоря, в феврале 1994 года, то есть за год до окончания Gunnm, со мной случился «инцидент», который полностью подкосил меня. Я не могу рассказать подробности, но тот шок, что я испытал, практически лишил меня сил для продолжения работы над мангой, как морально, так и физически. Однако серия не окончилась. Ответственность заставила меня стиснуть зубы и продолжать рисовать.
Летом 1994, на встрече с главным редактором Business Jump, я заявил, что не смогу больше продолжать работу над мангой на долгое время, и что хочу закончить Gunnm в начале следующего года. Уже тогда у меня был план о «Космической Истории», где Галли отправляется в космос через Салем и Иеру. Поэтому как художник я сожалел, но как обычный человек понимал, что всему есть предел.
Кисиро написал несколько сюжетных ответвлений — «Gunnm: легендарные странствия» и «Пепельный победитель»; а также сценарий для игры Gunnm: Martian Memory, в котором автор отразил идеи брошенной им «космической истории». В 2000 году Кисиро продолжил работу над Gunnm — первая глава Last Order увидела свет 19 июля 2001 года.